# Georg Frey (Politiker, 1786)
Johann Georg Frey (* 18. Dezember 1786 in Guntersblum im Landkreis Mainz-Bingen; † 27. Mai 1844 ebenda) war ein deutscher Gutsbesitzer, Bäcker und Mitglied der Zweiten Kammer der kurhessischen Ständeversammlung. 

## Leben
Georg Frey betrieb in seinem Heimatort die Bäckerei seines Vaters Georg Konrad Frey (1757–1826) und hatte vom 1. April 1842 bis zum Ende des Jahres als Nachfolger von Karl Mohr ein Mandat für die Zweite Kammer des kurhessischen Landtags.
Dieser wurde nach den Unruhen im Jahre 1830 zum Zweck der Beratung und Verabschiedung einer Verfassung gebildet und hatte bis 1866 Bestand, als das Land Hessen durch Preußen annektiert wurde.